# Maria Ukniewska
Maria Ukniewska, właśc. Maria z Brejnakowskich Kuśniewiczowa (ur. 2 maja 1907 w Warszawie, zm. 21 lipca 1962 tamże) – polska pisarka, w młodości tancerka rewiowa.

## Życiorys
Przez osiem lat występowała w popularnych warszawskich teatrzykach rewiowych,
m.in. w „Morskim Oku”; wskutek zagrożenia chorobą płuc zrezygnowała z artystycznej kariery. Związek małżeński w 1931 połączył ją z pisarzem i dyplomatą Andrzejem Kuśniewiczem.

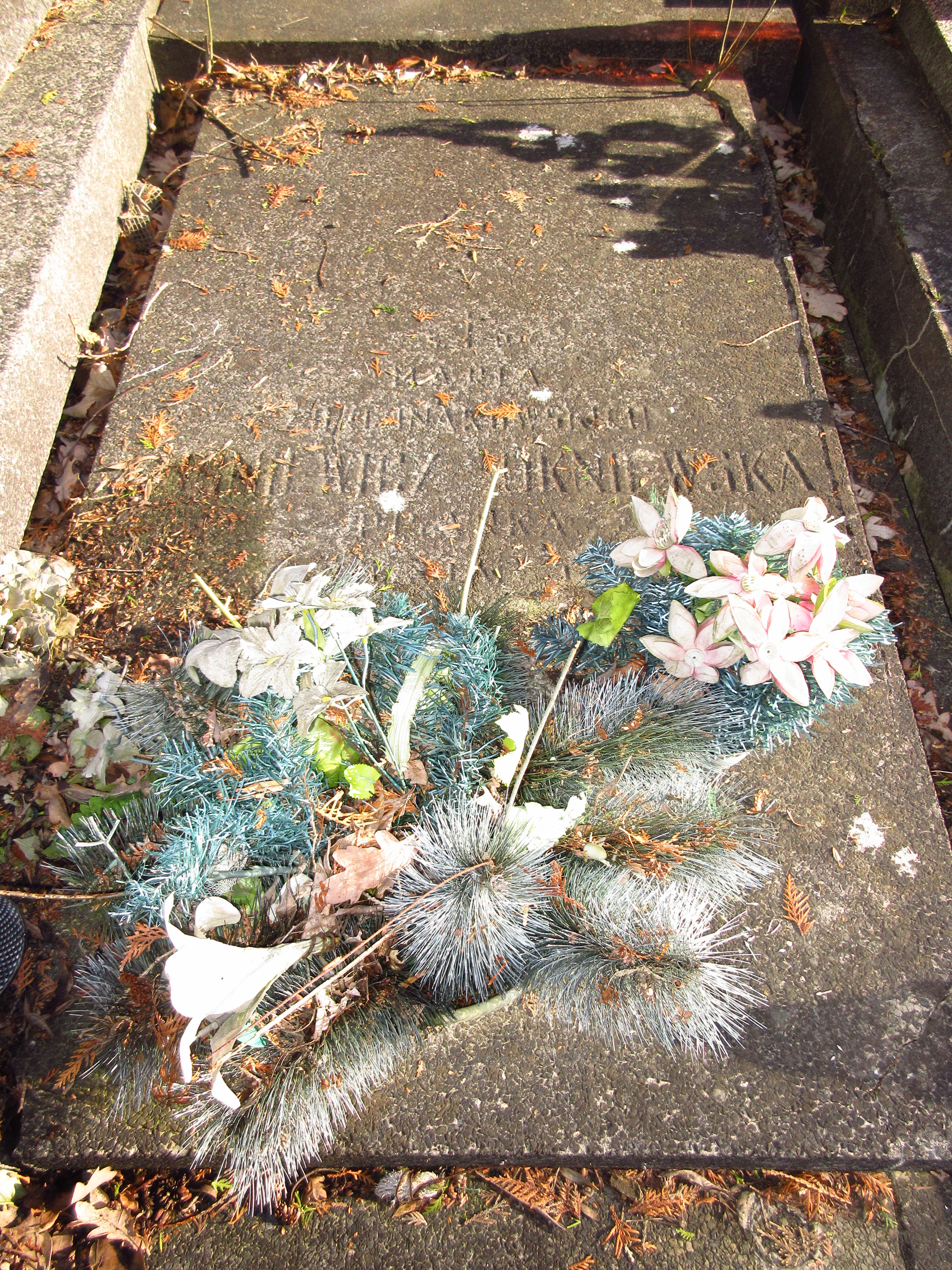
Grób Marii Ukniewskiej na cmentarzu Bródnowskim.

W 1938 dzięki poparciu Mariana Hemara ukazała się jej debiutancka powieść Strachy, zekranizowana pod identycznym tytułem w tym samym roku (w 1979 na jej podstawie powstał też serial telewizyjny).
W 1939 wyjechała wraz z mężem do Francji, gdzie zaskoczył ją wybuch wojny. Uczestniczyła w tamtejszym ruchu oporu, za co w 1943 została aresztowana i osadzona w obozie koncentracyjnym w Ravensbrück, a następnie w Bergen-Belsen. Za działalność konspiracyjną przyznano jej w 1948 Médaille Commémorative Française de la Guerre 1939-1945. Do kraju powróciła w 1950, w kilka lat później rozwodząc się z mężem. Pochowana na cmentarzu Bródnowskim w Warszawie (kwatera 2M-4-21).

## Twórczość[2]
- Strachy – powieść z kluczem wydana pod pseudonimem literackim Maria Ukniewska (1938)
- Czerwone salto – szkic powieściowy (wydanie łączne, 1963)
- Urodzaj tęsknoty – opowiadanie (wydanie łączne, 1963)
- Dom zaczarowany – opowiadanie autobiograficzne (wydanie łączne, 1963)